# UTC−11
| Ora standard (tot anul) Ora standard (iarna din emisfera nordică) Ora standard (iarna din emisfera sudică) | Regiune maritimă în acest fus orar Ora de vară (vara din emisfera nordică) Ora de vară (vara din emisfera sudică) |

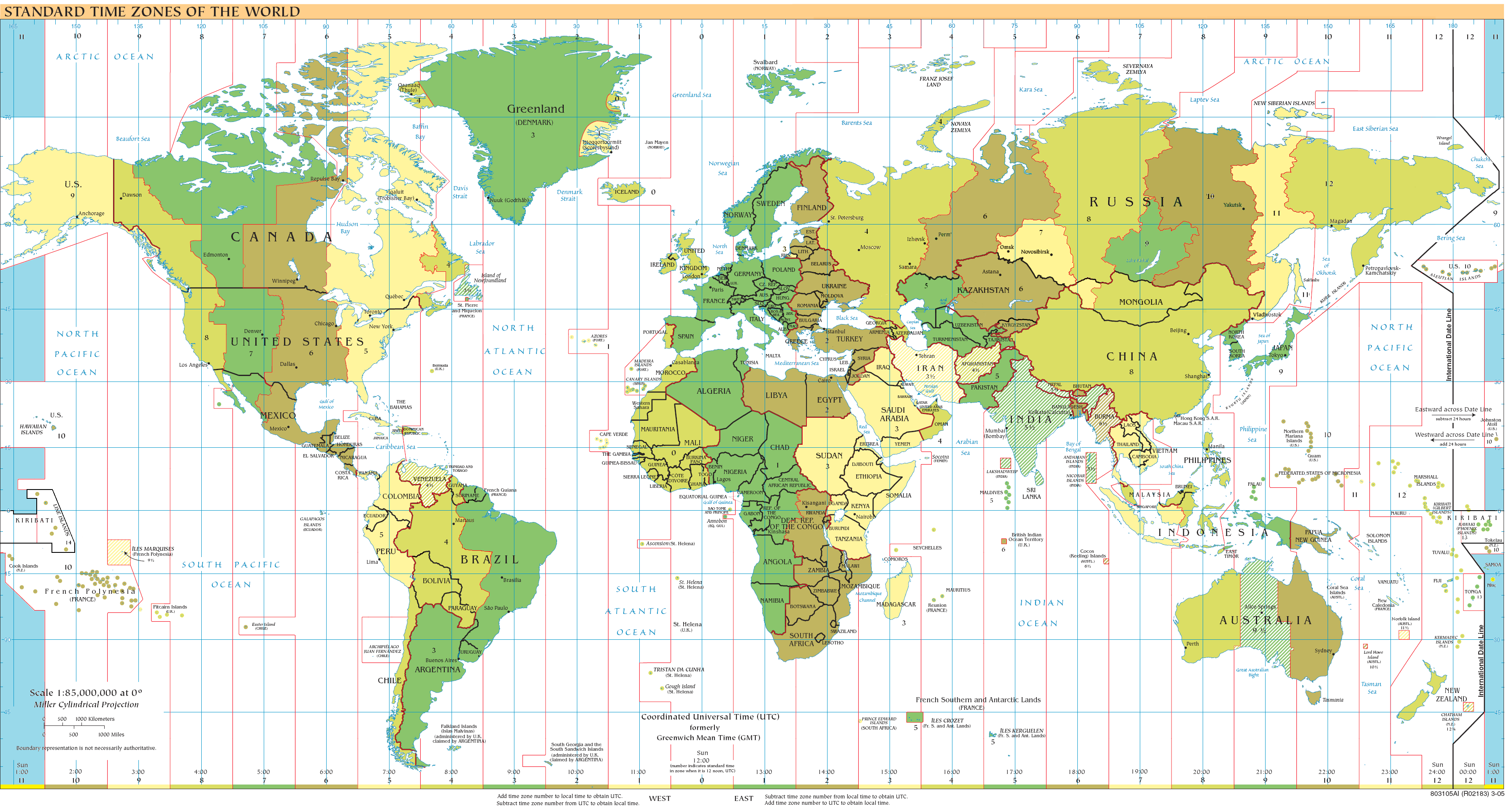
Utilizarea fusului orar UTC−11:

UTC−11 este un fus orar aflat cu 11 ore după UTC. UTC−11 este folosit în următoarele țări și teritorii:

## Ora standard (tot anul)
- Noua Zeelandă
  -  Niue
- Statele Unite ale Americii (Samoa Time Zone)
  -  Insula Jarvis
  -  Reciful Kingman
  -  Atolul Midway
  -  Atolul Palmyra
  -  Samoa Americană

Insula Jarvis, Reciful Kingman și Atolul Palmyra sunt nelocuite.